# Северо-Эвенск (аэропорт)
Аэропорт «Северо-Эвенск» — региональный аэропорт, расположен в посёлке Эвенске Магаданской области. Обеспечивает регулярное авиасообщение с областным центром — Магаданом. Открыт в 1954 году.

## Принимаемые типыВС
Ан-24, Ан-26, Ан-28, Ан-74 и другие типы ВС 3 и 4 класса.

## Показатели деятельности
| год        | 2014  | 2015  | 2016  | 2017  |
| пассажиров | ↗9186 | ↘8182 | ↘7733 | ↗7745 |
| Источники: |       |       |       |       |